# 龍編郡
龍編郡（越南语：／）是越南首都河內市下轄的一個郡。總面積60.38平方公里，總人口291900人。龍編郡位於紅河河畔。
越南航空的總部位於此地。

## 地理
龙编郡东和南接嘉林县，西接西湖郡、巴亭郡、还剑郡、二征夫人郡，西南接黄梅郡，北接东英县。

## 历史
2003年11月6日，以嘉林县嘉林市镇、德江市镇、柴同市镇、上青社、江边社、玉瑞社、越兴社、会舍社、嘉瑞社、菩提社、龙编社、石盘社、巨块社3市镇10社析置龙编郡；撤销嘉林市镇、嘉瑞社、菩提社，嘉林市镇和嘉瑞社析置嘉瑞坊，嘉林市镇和菩提社析置玉林坊，菩提社和嘉林市镇析置菩提坊，嘉瑞社析置福同坊，会舍社改制为福利坊，上青社改制为上青坊，江边社改制为江边坊，玉瑞社改制为玉瑞坊，越兴社改制为越兴坊，龙编社改制为龙编坊，石盘社改制为石盘坊，巨块社改制为巨块坊，德江市镇改制为德江坊，柴同市镇改制为柴同坊。
2024年11月14日，越南国会常务委员会通过决议，自2025年1月1日起，柴同坊拆分并入福同坊和福利坊。

## 行政區劃
龍編郡下轄13坊，郡人民委员会位于越兴坊。
- 菩提坊（Phường Bồ Đề）
- 巨块坊（Phường Cự Khối）
- 德江坊（Phường Đức Giang）
- 嘉瑞坊（Phường Gia Thụy）
- 江邊坊（Phường Giang Biên）
- 龍編坊（Phường Long Biên）
- 玉林坊（Phường Ngọc Lâm）
- 玉瑞坊（Phường Ngọc Thụy）
- 福同坊（Phường Phúc Đồng）
- 福利坊（Phường Phúc Lợi）
- 石盘坊（Phường Thạch Bàn）
- 上青坊（Phường Thượng Thanh）
- 越興坊（Phường Việt Hưng）

## 交通
- 越南鐵路
  - 河老線、河同線、河太線：嘉林站
  - 河海線：嘉林站 - 梂悲站

## 外部連結
- 龙编郡电子信息门户网站 （页面存档备份，存于）（越南文）